# Enric III de Baviera
Enric III de Baviera i I de Caríntia (940 - 5 d'octubre 989), anomenat el Jove, fou l'únic fill supervivent del duc Bertold de Baviera. Va ser el primer duc de Caríntia (976-978), després duc de Baviera 983-985 i de nou duc de Caríntia 985-989.

## Biografia
Enric el Jove va ser un descendent de la família ducal de Baviera dels Luitpoldings, que eren fidels seguidors de la dinastia real otoniana de Saxònia. No obstant això, com encara era menor d'edat a la mort del seu pare el 947, el rei alemany Otó I va donar el ducat de Baviera al seu propi germà petit, Enric I. Com Enric s'havia casat aproximadament el 937 amb Judit, la filla de l'ex duc Arnulf II de Baviera el Dolent, besoncle d'Enric el Jove, podia formular al·legacions al títol ducal.
Després d'esdevenir major d'edat, Enric el Jove va esperar pacientment, encara que Bavaria es va perdre en última instància per als Luitpoldings, quan després de la mort del duc Enric I de Baviera l'any 955 va ser succeït pel seu fill de quatre anys, Enric II de Baviera. No abans de la mort de l'emperador Otó el 973, va començar el conflicte: l'otonià duc Enric II, no satisfet amb Baviera, va reclamar també el ducat de Suàbia a la mort del seu cunyat el duc Burcard III, aprofitant les dificultats del nou emperador, el seu cosí Otó II, per consolidar-se al tron. Les seves demandes van ser rebutjades, quan l'emperador Otó II va nomenar duc de Suàbia al seu nebot Otó I de Suàbia.
El duc bavarès de la dinastia otoniana es va revoltar i Otó II va marxar contra Regensburg, on el duc Enric el Barallós va ser deposat el 976. El Luitpolding Enric el jove finalment va obtenir una compensació, quan l'emperador va separar la marca de Caríntia del ducat de Baviera i va erigir Caríntia en ducat per dret propi ((amb la Marca de Verona com a dependent). Enric va rebre el nou ducat en feu, amb el nom d'Enric I de Caríntia. El seu pare Bertold ja havia rebut efímerament el títol de duc de Caríntia del rei Enric I d'Alemanya l'any 927. La part que restava del ducat de Baviera va passar a l'otonià duc Otó I de Suàbia, mentre que Leopold de Babenberg va ser investit amb la Marca Oriental de Baviera o Marca d'Àustria.
En 978, però, Enric el Jove es va sumar a la revolta contra l'emperador en la guerra dels Tres Enrics, instigada pel duc de Baviera Enric el Barallós i el bisbe Enric I d'Augsburg. Juntament amb les forces del duc Boleslau II de Bohèmia els rebels van ocupar la ciutat bavaresa de Passau, però van ser derrotats per les tropes de l'emperador. En la Dieta de Pasqua feta a Magdeburg, Otó II va deposar Enric el Jove i li va confiscar el seu ducat que va cedir en feu al seu nebot Otó I de Caríntia conegut també com a Otó de Worms. Tots els ducats del sud d'Alemanya - Suàbia, Baviera i Caríntia - estaven llavors en mans dels parents de l'emperador.
Afeblit per la seva derrota contra els Kàlbides o Banu Kalb de Sicília en la batalla de Stilo el 982, l'emperador Otó II, després de la mort del duc Otó I de Suàbia i Baviera, va cridar a Enric el Jove del desterrament el 983 i li va concedir el ducat de Baviera a la Dieta de Verona, governant com Enric III de Baviera. No obstant això, el seu govern es va mantenir impugnat per Enric II de Baviera el Barallós, i després que l'emperador va morir en el mateix any, la vídua, l'emperadriu Teòfana, en nom del successor, el seu fill menor d'edat Otó III, finalment es va reconciliar amb el Barallós el 985 i li va retornar el ducat de Baviera. Enric III va haver de renunciar al ducat rebent en compensació el ducat de Carintia, al qual Otó I de Worms fou forçat a renunciar.
Quan Enric III va morir sense descendència el 989 es va extingir la dinastia dels Luitpoldings. El va succeir a Carintia i Verona Enric II de Baviera, que d'aquesta manera, un cop més va reunir Baviera i Caríntia. Enric III va ser enterrat en l'Abadia de Niederaltaich.